# Terry Hee

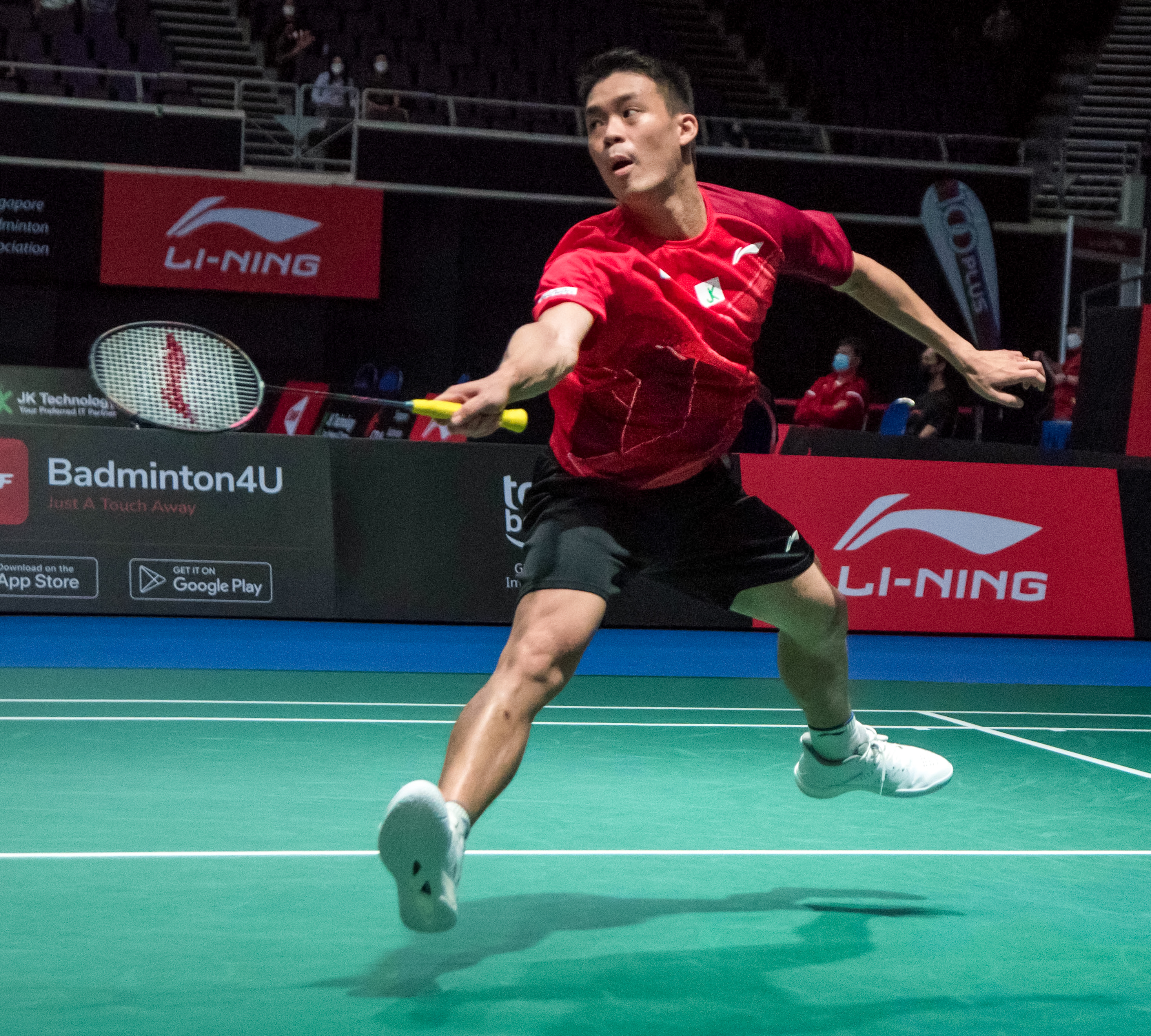
Terry Hee, 2022

Terry Hee Yong Kai (* 6. Juli 1995 in Penang) ist ein singapurischer Badmintonspieler.

## Karriere
Terry Hee gewann bei den singapurischen Badmintonmeisterschaften 2013 Bronze im Mixed. Bereits 2011 hatte er das Australian Juniors gewonnen. 2012 und 2013 startete er bei den Badminton-Juniorenweltmeisterschaften. 2014 war er bei den Badminton-Asienmeisterschaften und im Thomas Cup aktiv.